# Juhani Ruotsalainen
Kari Eemil Juhani Ruotsalainen (* 1. April 1948 in Iisalmi; † 2015) war ein finnischer Skispringer.
1967 gewann Ruotsalainen die Schweizer Springertournee. 1968 startete er erstmals bei der Vierschanzentournee. Dabei konnte er sich jedoch mit den Plätzen 29 in Partenkirchen, 51 in Innsbruck und 73 in Bischofshofen jedoch keine Platzierung in der Gesamtwertung erreichen. Bei den Olympischen Winterspielen 1968 in Grenoble erreichte er von der Normalschanze den 39. und von der Großschanze punktgleich mit dem Franzosen Maurice Arbez den 50. Platz. Bei der Vierschanzentournee 1968/69 erreichte er nach guten Platzierungen den 13. Platz in der Tournee-Gesamtwertung. Bei der Skiflug-Weltmeisterschaft 1972 in Planica wurde er am Ende Vierter und verpasste damit nur knapp die Medaillenränge, sicherte sich jedoch am ersten Wettkampftag mit 162 m seine persönliche Karrierebestweite. Nach der für Ruotsalainen erfolglos verlaufenden Vierschanzentournee 1972/73 beendete er seine aktive Skisprungkarriere.